# أندرو غيتي
أندرو غيتي (بالإنجليزية: Andrew Getty)‏ هو مخرج أمريكي، ولد في 1 يوليو 1967 في سان فرانسيسكو في الولايات المتحدة، وتوفي في 31 مارس 2015 في لوس أنجلوس في الولايات المتحدة.

## روابط خارجية
- أندرو غيتي على موقع IMDb (الإنجليزية)